# Human Resources (TV-serie)
Human Resources är en kommande amerikansk animerad romantisk komediserie från 2022. Serien är skapad av Kelly Galuska, Nick Kroll, Andrew Goldberg, Mark Levin och Jennifer Flackett som även skrivit seriens manus. Serien är en spin-off till TV-serien Big Mouth, och hade premiär den 18 mars 2022. Den andra och sista säsongen hade premiär på Netflix den 9 juni 2023.

## Handling
Serien utspelar sig i kontorsmiljö och kretsar kring de monstren, som representerar olika känslor, som finns i Big Mouth.

## Rollista i urval
- Aidy Bryant - Emmy Fairfax
- Randall Park - Peter "Pete" Doheny
- Keke Palmer - Rochelle Hillhurst
- David Thewlis - Lionel St. Swithens
- Brandon Kyle Goodman - Walter Las Palmas
- Maya Rudolph - Constance "Connie" LaCienega
- Pamela Adlon - Sonya Poinsettia
- Ali Wong - Becca Lee
- Mike Birbiglia - Barry
- Bobby Cannavale - Gavin Reeves
- John Gemberling - Tyler Pico
- Hugh Jackman - Dante
- Rosie Perez - Petra
- Thandiwe Newton - Mona
- Harvey Guillén - José
- Chris O'Dowd - Flanny O'Lympic
- Henry Winkler - Keith
- Zach Galifianakis - the Gratitoad
- Miley Cyrus - Van
- Florence Pugh - Sarah